# Берберизм

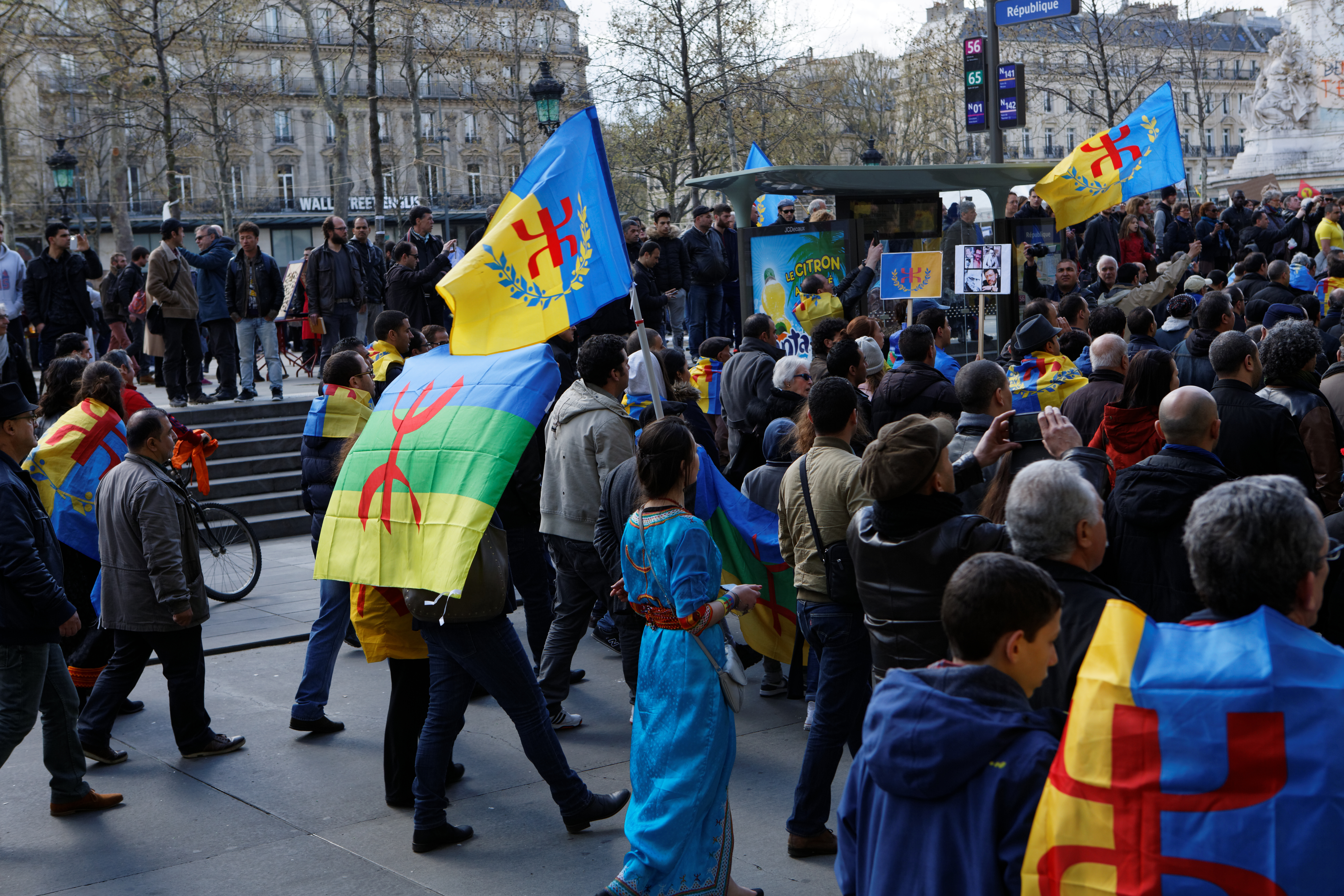
Демонстрация кабилов в Париже, апрель 2016.

Берберизм или Амазигхизм — берберское политико-культурное движение этнического, географического и культурного национализма, начавшееся в основном в Кабилии (Алжир) и Марокко, впоследствии распространившееся на другие берберские общины в районе Магриба.
Народ группы берберов, туареги, с 2012 года участвуют в восстании против правительства Мали, и временно провозгласили де-факто независимую берберскую Республику Азавад.
Движение берберизма в Алжире и Марокко является оппозицией культурной политике арабизации и идеологии панарабизма.
Берберистское движение туарегов в Азаваде (север Мали) также является секуляристским и является оппозицией как арабизации, так и попыткам дискриминации кочевых туарегов со стороны других политических сил и властей Мали.

## Всемирный Амазигский Конгресс
Всемирный Амазигский Конгресс (фр. Congrès Mondial Amazigh) — международная неправительственная организация, целью которой является представление культурно-политических интересов берберов на международной арене. Основана в сентябре 1995 года во Франции. С тех пор было проведено 8 встреч: в 1997, 1999, 2002, 2005, 2008, 2011, 2015 и 2018 годах.

## Алжир
Берберизм стремится к признанию отдельной берберской идентичности в Алжире.
Среди последователей берберизма выделяют следующие алжирские политические партии и движения:
- Фронт социалистических сил;
- Объединение за культуру и демократию;
- Движение за автономию Кабилии (фр. Mouvement pour l’autonomie de la Kabylie).

Поскольку Движение за автономию Кабилии сосредоточено на конкретной кабильской идентичности вместо общеберберской, его также называют кабилистским.

## Канарские острова
Основная статья: Канарский национализм

Флаг МПАИАК.

Начавшись с Движения за автономию и независимость Канарского архипелага Антонио Кубильо в 1964 году, организация разделяла ценности берберизма, подчеркивая культурные различия испанских колонистов и гуанчей, коренного населения островов.
Хотя движение привлекло на свою сторону некоторых канарцев, его жестокость привела к всеобщему отторжению. Так, даже после отказа Кубильо от вооружённой борьбы в августе 1979, ему не удалось добиться поддержки масс.
На сегодняшней день ряд организаций, таких как Канарская коалиция, Новые Канары, Центр канарских националистов, Партия националистов Канар, Националистическая альтернатива Канар, Азаруг, Народная альтернатива Канар и Союз народа в большей или меньшей степени на про-берберских позициях. Ряд символов и цветов на флагах канарских националистических организаций, так же как и использование слова «Такнара» (с которым Кубильо был не согласен) по отношению к архипелагу, являются обращением к берберским культурным корням.